# Irenisme
L'irenisme (del grec eirene, pau) és un corrent del cristianisme que busca la conciliació entre les diferents branques a partir de la raó, que posa en evidència allò comú. Conté influències d'Erasme de Rotterdam, J.A.Möhler, Thomas Morton i William Covell, entre d'altres.
L'irenisme va impulsar la traducció de la Bíblia a les llengües vulgars, en creure que entendre millor el text de base ajudaria a l'ecumenisme. Va tenir el seu auge al segle xvii o posteriorment va remetre per les guerres internes de cada confessió.